# حركة المقاومة النرويجية

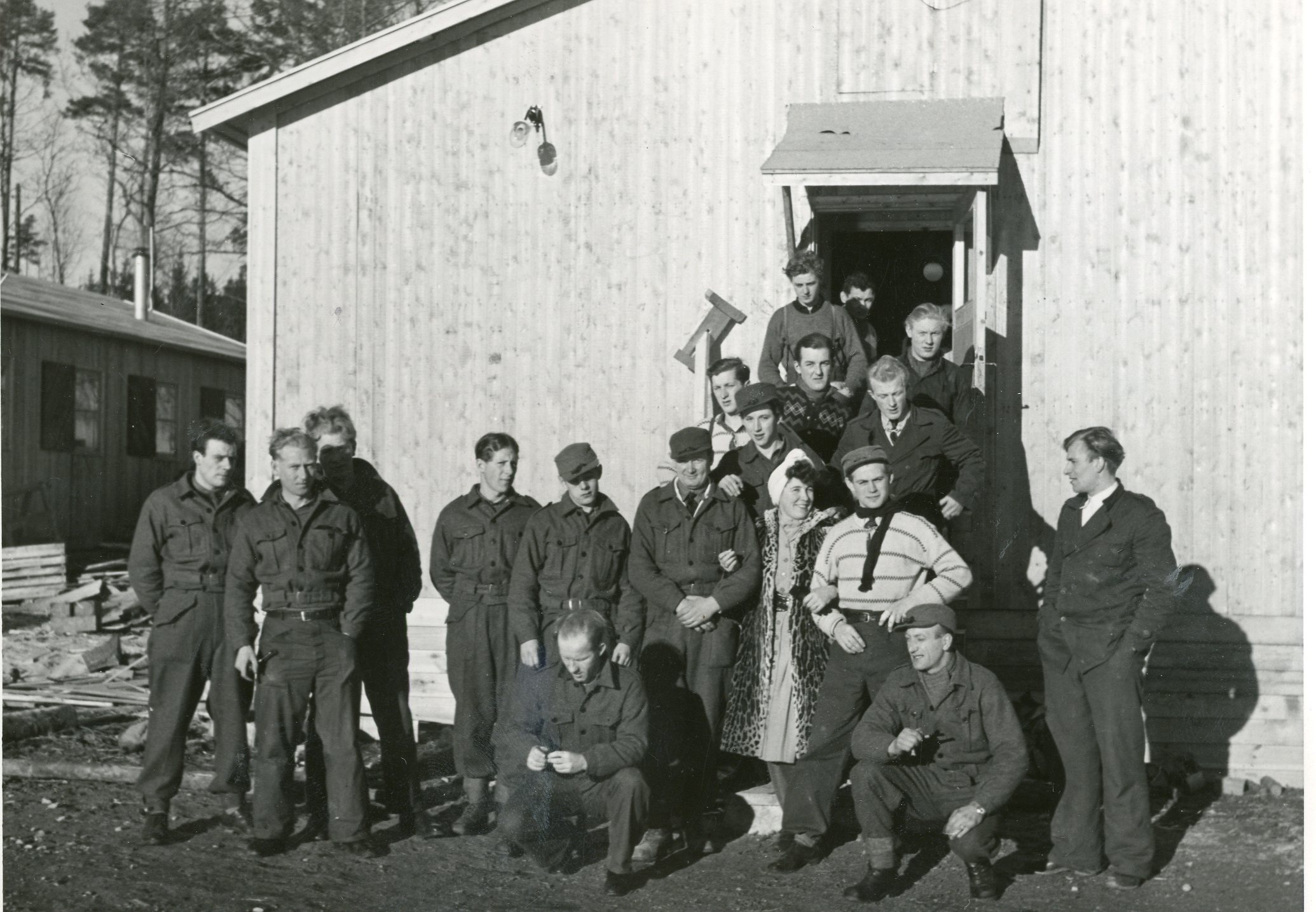
لاجئون نرويجيون يتلقون تدريبات عسكرية في السويد

بدأت المقاومة النرويجية ضد الاحتلال الألماني للنرويج بعد عملية فيزروبونغ في عام 1940 وانتهت في عام 1945.
- التأكيد على شرعية الحكومة المنفية، وبالتالي عدم وجود شرعية لنظام فيدكون كفيشلينغ المؤيد للنازية وإدارة جوزيف تيربوفن العسكرية
- الدفاع الأولي في جنوب النرويج، والذي كان غير منظم إلى حد كبير، لكنه نجح في السماح للحكومة بالهرب
- الهجمات الدفاعية والهجمات المضادة الأكثر تنظيماً في أجزاء من غرب وشمال النرويج، بهدف تأمين مواقع إستراتيجية وإجلاء الحكومة
- المقاومة المسلحة، في شكل تخريب وغارات الكوماندوز والاغتيالات وغيرها من العمليات الخاصة خلال الاحتلال
- العصيان المدني والمقاومة غير المسلحة

## تأكيد شرعية الحكومة النرويجية المنفية
فوجئت حكومة رئيس الوزراء النرويجي يوهان نيغاردسفولد، باستثناء وزير الخارجية هالدفان كوت ووزير الدفاع بيرجر ليونجبيرج، عندما أصبح واضحًا في الساعات الأولى من يوم 9 أبريل 1940 أن ألمانيا النازية شنت غزوًا على النرويج. على الرغم من أن بعض احتياطي الذهب في البلاد قد تم نقله بالفعل من أوسلو، إلا أنه كان هناك خطط طوارئ قليلة لهذا الغزو. 